# 直额隐尾蚤
直额隐尾蚤（学名：Lathonura rectirostris）为粗毛蚤科隐尾蚤属的动物。分布于欧洲、北美洲、非洲北部以及中国大陆的湖北、新疆等地，主要生活于湖泊沿岸的草丛内或浅的池塘中。